# Nyctemera albofasciata
Nyctemera albofasciata là một loài bướm đêm thuộc phân họ Arctiinae, họ Erebidae.